# Rio Essequibo
O rio Essequibo é um curso d'água guianense que nasce na serra Acaraí, fronteira com o Brasil, e corre para o norte por aproximadamente mil quilômetros até desembocar no oceano Atlântico, formando um largo estuário de 32 km de largura pontilhado de ilhas. É o mais extenso dos rios das bacias independentes que se situam entre o Amazonas e o Orinoco.
O Essequibo engloba vários afluentes, incluindo o Rupunúni, o Potaro (onde se localizam a famosas cataratas de Kaieteur), o Mazarúni e o Cuyúni. Sua foz apresenta grande quantidade de depósitos aluviais, o que impossibilita a navegação. Contudo, ultrapassada essa barreira, o rio é navegável por embarcações de médio porte até Bartica, 80 km rio acima. Daí em direção à sua nascente, perde seu caráter de hidrovia em virtude de uma série de quedas d’água. 
Em todo o seu curso há em torno de 360 ilhas; uma delas é Fort Island, foi a sede do governo neerlandês na época em que estes ocuparam a Guiana, no século XVII.

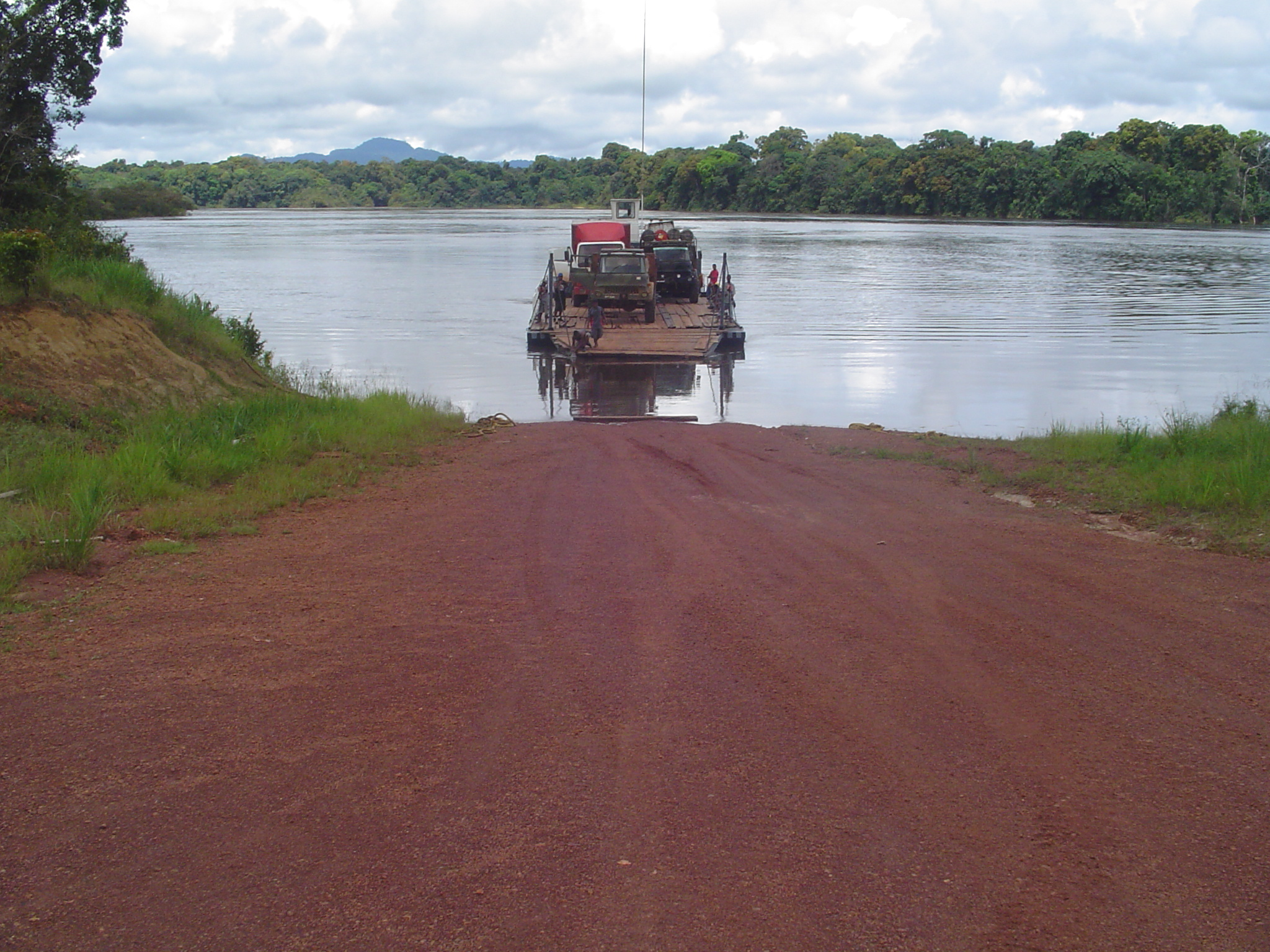
Barcaça cruzando o Essequibo em Mango Landing, Guiana.